# Symplecta (Psiloconopa) preclara
Symplecta (Psiloconopa) preclara is een tweevleugelige uit de familie steltmuggen (Limoniidae). De soort komt voor in het Oriëntaals gebied.